# Caribbean Open
Il Caribbean Open è stato un torneo professionistico maschile di tennis giocato su campi in cemento facente parte dell'ATP Challenger Tour. Si giocava dal 2023 al Palmas Athletic Club di Palmas del Mar, nel comune di Humacao in Porto Rico.
L'unica edizione svoltasi – facente parte della categoria Challenger 75 – ha avuto una vasta risonanza internazionale per aver ospitato il ritorno alle competizioni e al successo dell'ex nº 4 del mondo Kei Nishikori, che era reduce da una serie di infortuni e si è aggiudicato il titolo 20 mesi dopo l'ultimo torneo disputato e oltre quattro anni dopo l'ultimo titolo vinto al torneo ATP del Brisbane International 2019.
Il torneo, definito uno dei più interessanti del circuito per le eccellenti condizioni ambientali in cui si giocava, ha rivestito inoltre una particolare importanza per Porto Rico, che per la prima volta ha ospitato un evento tennistico di questo livello.

## Albo d'oro

### Singolare maschile
| Anno | Campione      | Finalista     | Punteggio |
| ---- | ------------- | ------------- | --------- |
| 2023 | Kei Nishikori | Michael Zheng | 6–2, 7–5  |

### Doppio maschile
| Anno | Campioni                | Finalisti                     | Punteggio        |
| ---- | ----------------------- | ----------------------------- | ---------------- |
| 2023 | Evan King Reese Stalder | Toshihide Matsui Kaito Uesugi | 3–6, 7–5, [11–9] |